# Вільгельм-Петер Зібер
Вільгельм-Петер Зібер (нім. Wilhelm-Peter Sieber; 20 серпня 1910, Кобленц — ?) — німецький офіцер, оберстлейтенант генштабу люфтваффе, генерал-майор бундесверу. Кавалер Німецького хреста в сріблі.

## Біографія
7 квітня 1930 року поступив на службу в земельну поліцію. 15 червня 1935 року перейшов у люфтваффе і поступив на службу в зенітний дивізіон Людвігсбурга. З 1 листопада 1935 року — в 1-му дивізіоні 3-го зенітного полку. З 17 жовтня 1936 року — командир батареї свого дивізіону, з 1 квітня 1937 року — батареї 13-го зенітного полку, з 9 травня 1938 року — 6-ї батареї моторизованого зенітного дивізіону легіону Кондор, з 1 листопада 1938 року — батареї 1-го дивізіону 13-го зенітного полку.
З 15 листопада 1938 року — ад'ютант штабу 33-го зенітного полку. З 1 квітня 1940 року — 1-й офіцер штабу командира люфтваффе 6-го вищого армійського командування, з 4 вересня 1940 року — генерала люфтваффе при ОКГ. З 1 вересня 1941 року — асистент 1-го офіцера оперативного відділу керівного штабу люфтваффе.  З 1 січня 1942 року — в генштабі люфтваффе. З 15 серпня 1942 року — 1-й офіцер штабу 19-ї зенітної дивізії. З 18 січня 1943 року — виконувач обов'язків 1-го офіцера керівного штабу люфтваффе. З 1 грудня 1943 року — начальник 1-го відділу кадрового управління люфтваффе. 8 травня 1945 року взятий в полон в Тумерсбаху, 5 грудня звільнений і повернувся в Німеччину.
В лютому 1956 року поступив у бундесвер. З 1 жовтня 1966 року — командувач 3-ю військовою областю (Дюссельдорф), з 15 липня 1969 року — територіальним командуванням «Північ». 31 березня 1970 року вийшов у відставку.

## Звання
- Кандидат в офіцери поліції (7 квітня 1930)
- Лейтенант поліції (1 серпня 1933)
- Лейтенант (15 червня 1935)
- Обер-лейтенант (1 жовтня 1935)
- Гауптман (1 січня 1939)
- Майор (1 лютого 1942)
- Оберст-лейтенант генштабу (1 жовтня 1944)
- Оберст генштабу
- Генерал-майор (грудень 1962)

## Нагороди
- Медаль «За вислугу років у Вермахті» 4-го класу (4 роки)
- Медаль «За Іспанську кампанію» (Іспанія) (4 травня 1939)
- Воєнний хрест (Іспанія) (4 травня 1939)
- Іспанський хрест в золоті з мечами (31 травня або 6 червня 1939)
- Залізний хрест
  - 2-го класу (21 червня 1940)
  - 1-го класу (27 січня 1943)
- Орден Корони Італії, кавалерський хрест (12 липня 1941)
- Медаль «За італо-німецьку кампанію в Африці» (Італія) (1 січня 1943)
- Нарукавна стрічка «Африка» (9 квітня 1943)
- Хрест Воєнних заслуг 2-го (20 квітня 1944) і 1-го класу з мечами
- Німецький хрест в сріблі (10 травня 1945)
- Орден «За заслуги перед Федеративною Республікою Німеччина», командорський хрест (28 березня 1969)